# Czilchert Károly
Czilchert Károly (?, 1807 körül – Pozsony, 1887. június 9.) ügyvéd.

## Élete
Az 1870-es években a Pozsonyi Evangélikus Líceum főiskolai tanácsának tagjaként szolgált. Az Országos Magyar Királyi Statisztikai Hivatal kültagja volt.  1873-ban Budapesten a Statisztikai Hivatal kiadásában jelent meg a Pozsonymegye helyrajzi s statistikai leirása című műve, amelyhez Keleti Károly írt előszót. A monográfia többel közt a mezőgazdasági viszonyok leirását és az aratási eredmények több évi táblás kimutatását, valamint a juhtenyésztést, stb. foglalja magában. A művet több mint száz évvel később újra kiadta a História Antik Könyvkiadó 2012-ben.
Gazdasági cikkeket is írt a hazai és külföldi német lapokba.

## Művei
- Pozsony megye helyrajzi és statistikai leírása, Budapest, 1873